# Municipio de Wisner (Iowa)
El municipio de Wisner (en inglés: Wisner Township) es un municipio ubicado en el condado de Franklin en el estado estadounidense de Iowa. En el año 2010 tenía una población de 161 habitantes y una densidad poblacional de 1,68 personas por km².

## Geografía
El municipio de Wisner se encuentra ubicado en las coordenadas 42°51′50″N 93°26′21″O / 42.86389, -93.43917. Según la Oficina del Censo de los Estados Unidos, el municipio tiene una superficie total de 95.82 km², de la cual 95,82 km² corresponden a tierra firme y (0 %) 0 km² es agua.

## Demografía
Según el censo de 2010, había 161 personas residiendo en el municipio de Wisner. La densidad de población era de 1,68 hab./km². De los 161 habitantes, el municipio de Wisner estaba compuesto por el 96,89 % blancos y el 3,11 % eran de una mezcla de razas. Del total de la población el 3,11 % eran hispanos o latinos de cualquier raza.